# Programme national pour le développement agricole et rural
Le Programme national pour le développement agricole et rural (PNDAR) est un outil de la politique du ministère de l’Agriculture français dans le domaine de la recherche appliquée et du développement agricole et rural. Tous les cinq ans, il fixe les principales orientations dans lesquelles devront s'inscrire les actions conduites par les acteurs du développement agricole : instituts techniques, chambres d’agriculture, coopératives, etc. Ces actions sont financées via le compte d’affectation spéciale développement agricole et rural (CASDAR). En 2022, ce programme finance 50 projets pour un montant total de 20 millions d'euros.

## Bases juridiques
L'article R 822-1 du Code rural et de la pêche maritime dispose que le ministre chargé de l'Agriculture fixe, après concertation avec les organisations professionnelles agricoles, les priorités du développement agricole et rural.

## Programmes

### PNDAR 2004-2008
Le premier PNDAR est mis en place par l'Agence de développement agricole et rural (ADAR).

### PNDAR 2009-2013
Les orientations prioritaires du PNDAR pour la période 2009-2013 sont:
- l'agronomie source d'innovation : de la parcelle aux groupes d'exploitations ;
- les produits : créer ou conserver de la valeur ajoutée ;
- favoriser l'émergence de projets territoriaux ;
- innover dans l'exercice des métiers.

### PNDAR 2014-2021
Les orientations prioritaires du PNDAR pour la période 2014-2021 sont:
- augmenter l’autonomie et améliorer la compétitivité des agriculteurs et des exploitations françaises par la réduction de l’usage des intrants de synthèse ou ayant un impact sur la santé publique ou l’environnement, tout en maintenant des niveaux de production rémunérateurs. La conquête de l’autonomie passe aussi par la construction d’une position plus forte, individuelle et surtout collective, dans la chaîne de valeur ;
- promouvoir la diversité des modèles agricoles et des systèmes de production : la diversité au sein des parcelles, au sein des combinaisons entre l’animal et le végétal, au sein des exploitations et des territoires, en vue de renforcer leur résilience, et de minimiser les risques économiques et environnementaux ;
- améliorer les capacités d’anticipation et de pilotage stratégique des agriculteurs et des acteurs des territoires.

### PNDAR 2022-2027
Le programme vise à intensifier et généraliser la transition agroécologique. Ce programme vise à répondre à deux objectifs principaux : 
- Contribuer à la souveraineté alimentaire[8],
- Contribuer à la résilience des exploitations agricoles aux aléas économiques, au changement climatique et aux risques sanitaires[9].